# Целокупна България (1941 – 1944)
Вижте пояснителната страница за други значения на Целокупна България.
„Целокупна България“ (изписване до 1945 година: „Цѣлокупна България“) е български вестник, излизал от 24 май 1941 до 31 август 1944 година в Скопие по време на Българското управление във Вардарска Македония.
Основен български всекидневник в новоосвободените български земи в Македония.
Директор на вестника е Никола Коларов. Редактори са Стоян Г. Бояджиев (завеждащ външнополитическите и идеологическите въпроси), Аспарух Миников (завеждащ вътрешните въпроси), Стоян Марков Бояджиев (завеждащ културния отдел), Георги Георгиев. В 1942 година Стоян Г. Бояджиев напуска вестника. От брой 895 (1944 г.) като главен редактор е отбелязан Георги Георгиев.
| Годишнина | Броеве    | Дата                             |
| --------- | --------- | -------------------------------- |
| I         | 1 – 181   | 24 май 1941 – 31 декември 1941   |
| II        | 182 – 478 | 3 януари 1942 – 31 декември 1942 |
| III       | 479 – 778 | 3 януари 1943 – 31 декември 1943 |
| IV        | 799 – 972 | 1 февруари 1944 – 31 август 1944 |

Вестникът се печата в Скопие, в печатница Крайничанец в тираж от 5000 броя. Излиза всяка сутрин. От брой 539 директор е Никола Коларов, а редактор е Г. В. Георгиев, който от брой 895 е главен редактор. Брой 611 е посветен на борческото и героично минало на Куманово и Кумановско; 629 - на Кочани и Кочанско; 641 - на Св. Никола и Овчеполието; 647 - на Крушево и Крушевско и брой 743 е посветен на Щип и Щипско. Притурката към брой 594 е посветена на Коста Ципушев.
Вестник „Целокупна България“ е обществено-политически и информационен всекидневник. Стои на монархически позиции и е близък до михайловистките среди на ВМРО. Публикува статии из историята на македонските движения, както и биографски и краеведски материали. Сред сътрудниците на вестника са доктор Константин Станишев, доктор Иван Пенаков, доктор Иван Дуйчев, Симеон Радев, Христо Вакарелски, Христо Бръзицов, Петър Горянски, Александър Добринов, Димитър Талев, Христо П. Капитанов и други.